# آبشار بیشه
آبشار بیشه بر اساس تقسیمات کشوری یکی از آبشارهای شهرستان خرم‌آباد روستای بیشه است. آبشار بیشه چهل و هشتمین اثر ملی است که توسط سازمان میراث فرهنگی در ۲۷ اسفند ۱۳۸۷ در فهرست میراث طبیعی ایران قرار گرفت.

## ویژگی‌ها
آبشار بیشه از مناطق گردشگری طبیعی در لرستان است که به‌عنوان چهل‌وهشتمین اثر ملی این آبشار از ترکیب چند آبشار کوچک تشکیل شده است که از میان کوه و درختان به‌سمت پایین سرریز می‌شود و در نهایت به رودخانه‌ دائمی و پرآب لرستان، یعنی سزار می‌ریزد. ارتفاع این آبشار تا نقطه‌ برخورد به زمین حدود ۴۸ متر و تا رسیدن به رودخانه ۱۰ متر است. عرض تاج آبشار نیز ۲۰ متر است.
این آبشار در نزدیکی جنگل‌های پهناور بلوط و روستای زیبای بیشه قرار دارد و گذر ریل قطار از میان این طبیعت بکر چشم‌انداز دل‌نوازی را ایجاد کرده است. آب‌وهوای خنک و با طراوات منطقه و سرسبزی درختان و کوه‌های تماشایی آن این مکان را جذاب و دیدنی کرده است. در بالای آبشار، رو‌به‌روی ایستگاه، چشمه‌های پرآب متعددی وجود دارد که از دل کوه می‌جوشند و زمزمه‌کنان از وسط ایستگاه قطار گذشته و آبشار بیشه را تشکیل می‌دهند.
پس از بازدید از آبشار بیشه می‌توانید سری به روستای بیشه نیز بزنید. روستای بزرگ بیشه در مجاروت آبشار قرار دارد و اهالی روستا ارتباطی نسبتا نزدیک با اهالی شهرهای اطراف و مسافرانی دارند که برای بازدید از این آبشار به روستا سفر می‌کنند. این روستا میزبان یکی از زیباترین آبشارهای ایران است.
پارکینگ، سرویس بهداشتی، سکوی استراحت مسافران، پلاژ، چادر اسکان، بازارچه محلی، تلفن، آب، برق، خانه بهداشت و پاسگاه انتظامی در نزدیکی آبشار وجود دارد.
فاصله‌ این آبشار تا شهر خرم‌آباد ۶۵ کیلومتر است.
ارتفاع آبشار ۴۸ متر تا نقطه برخورد با زمین است و ۱۰ متر نیز از آنجا تا وصل شدن به رودخانه سزار می‌باشد و عرض تاج آبشار ۲۰ متر است. در بالای آبشار، روبروی ایستگاه چشمه‌های پُرآب متعددی دیده می‌شوند که پس از گذشتن از ایستگاه قطار آبشار بیشه را تشکیل می‌دهند. به علت هم جواری این آبشار با چندین مجموعه زیبا همچون جنگل‌های پهناور بلوط، روستای بیشه و چشم‌انداز ایستگاه راه‌آهن بیشه می‌توان آن را یک منطقه گردشگری مناسب دانست.
آبشار بیشه به‌دلیل قرارگیری در کنار ایستگاه راه‌آهن تهران- جنوب و دسترسی راحت، گردشگران زیادی را به سوی خود جذب می‌کند. حتی در گذشته نیز رسیدن به آبشار تنها با قطار ممکن بود. 
در شرق آبشار تپه‌های کلاه‌کوه و در شمال، کوه ازگن به آن مشرف هستند. روستای چشمه پریان در شرق و در دوردست‌ها در ارتفاعات از کنار آبشار دیده می‌شود. ضمن اینکه ارتباط بلافصل روستای بیشه با آبشار از اهمیت ویژه‌ای برخوردار است.

## مسیر دسترسی
1. از مسیر راه‌آهن دورود به وسیله قطار در ۳۰ کیلومتری جنوب شرقی دورود است و حدود ۳۵ دقیقه با شهرستان دورود فاصله دارد و از طریق ماشین ۱۳۰ کیلومتر با دورود فاصله دارد.[۸] این آبشار در کنار ایستگاه راه‌آهن بیشه در مسیر تهران-جنوب قرار گرفته‌است.[۹]
2. دسترسی ماشین رو و آسفالته به این آبشار از طریق شهرستان خرم‌آباد از دو مسیر منطقه آبستان و همچنین منطقه گریت و ازناسکوند به خرم آباداست که حدود ۶۰ کیلومتر مسافت[۸] را باید طی نمود.[۱۰][۱۱][۱۲][۱۳]

## نگارخانه

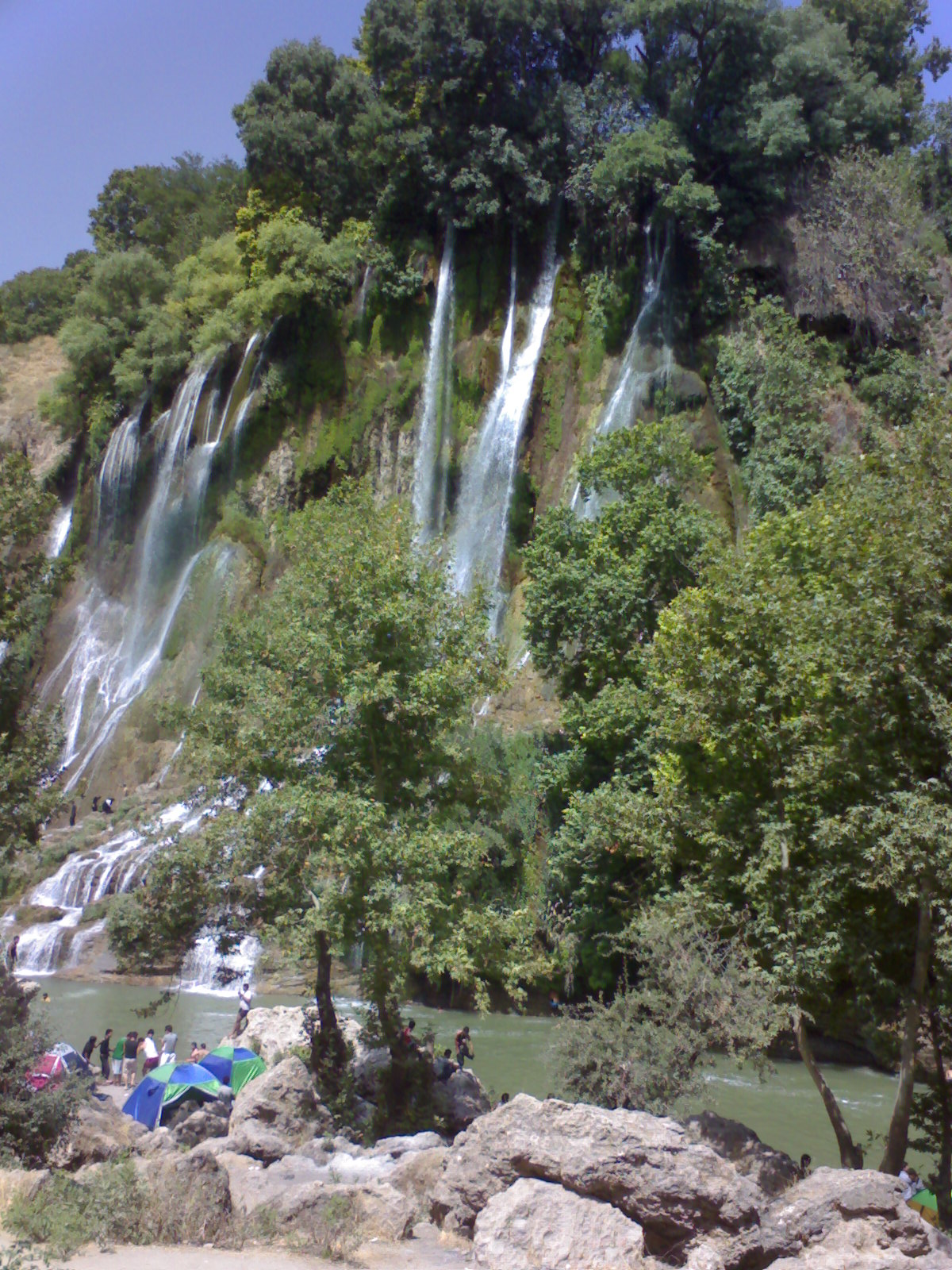
شلال بیشه
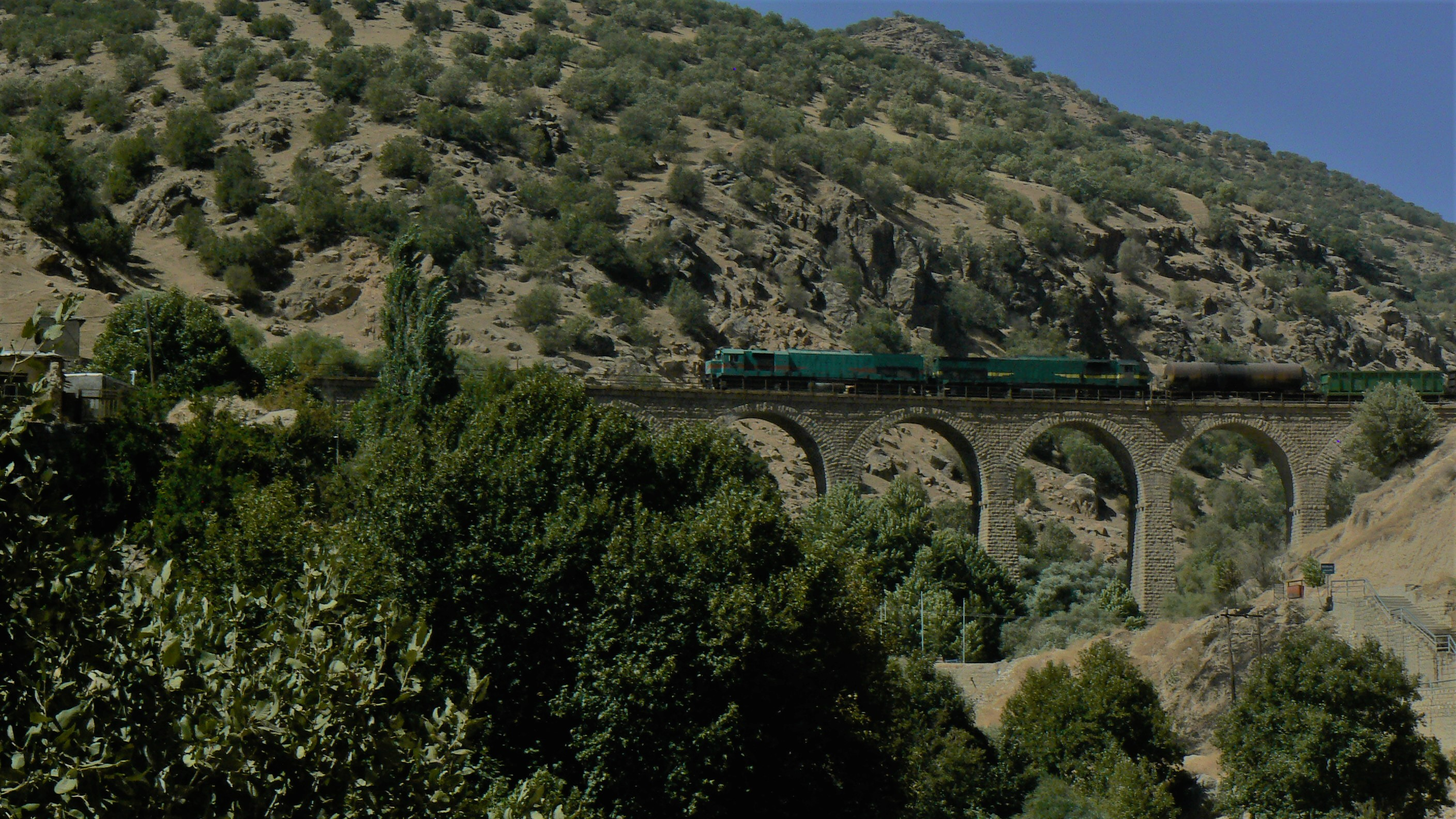
خط آهن ایستگاه بیشه دورود لرستان
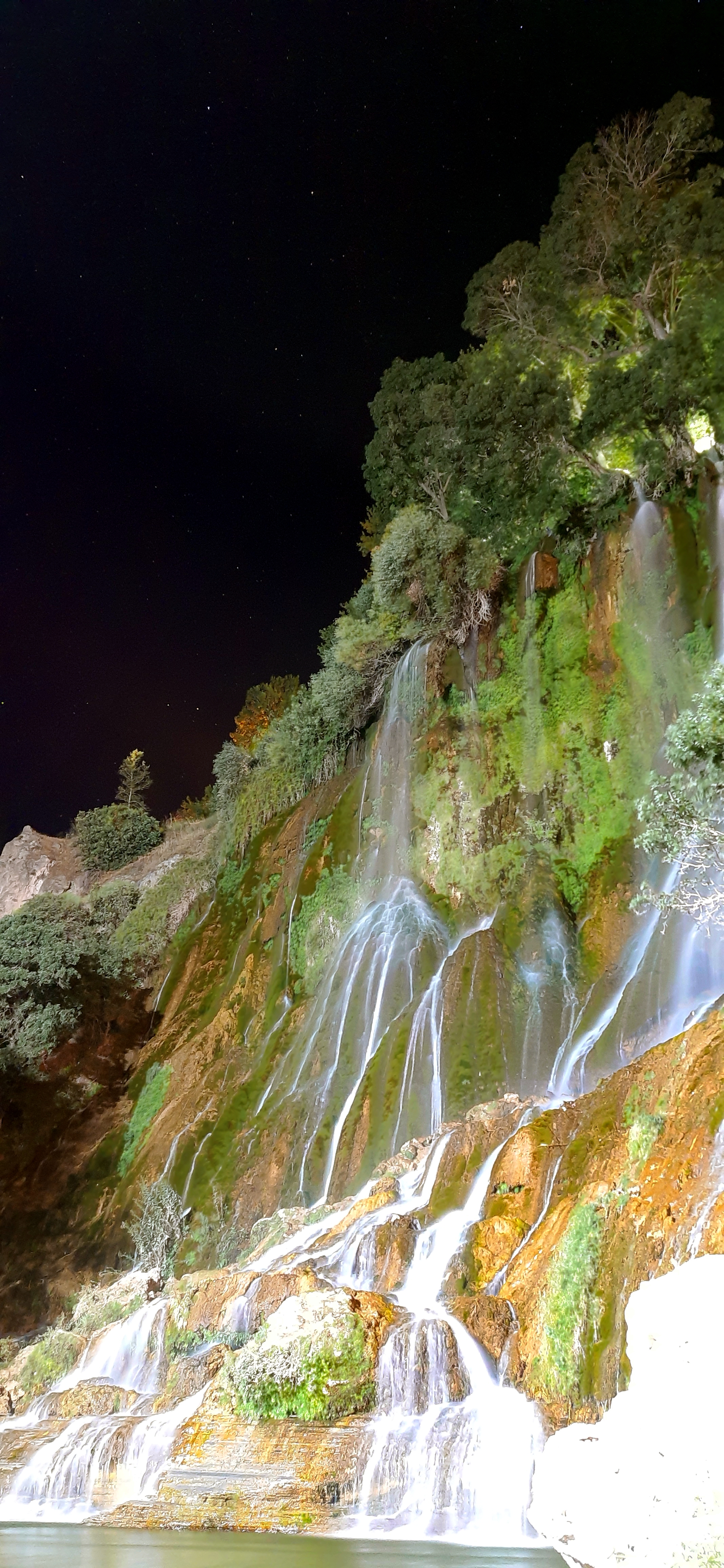
آبشار بیشه در هنگام شب